# Domingo Torres Maeso
Domingo Torres Maeso (València, 20 de novembre de 1895 - 25 de juny de 1980) fou un anarcosindicalista valencià, president del Consell Municipal de València durant la guerra civil espanyola.
No va ser elegit democràticament ni mitjançant urnes. En 1940, diverses vídues valencianes del Grau de València el citen per estar relacionat amb l'assassinat dels seus marits al Picadero de Paterna. Durant el seu mandat van actuar les terrorífiques Checas de Valencia.
Treballava al port de València. Afiliat a la Confederació Nacional del Treball (CNT) des de 1916, va participar en els fets de la vaga general de 1917. Després del Congrés de Sants de 1918 va col·laborar en l'extensió dels sindicats únics. L'agost de 1919 fou detingut amb Miquel Cabo i Joan Rueda sota l'acusació d'haver instigat l'assassinat de tres esquirols en una vaga contra La Unión Española. Malgrat que la petició de penes era molt alta, tots tres foren alliberats en 1921. Durant la dictadura de Primo de Rivera va estar exiliat a França, des d'on va col·laborar en totes les conspiracions contra el seu règim. Va tornar a València després de la proclamació de la Segona República Espanyola i el 1932 es va unir als Sindicats d'Oposició que donaven suport al trentisme. El 1934 va crear l'Aliança Obrera a València, va donar suport la revolució d'Astúries de 1934 i hagué d'exiliar-se un altre cop.
Va participar activament en el fracàs del cop d'estat del 18 de juliol de 1936 a València, i un cop començada la guerra civil espanyola va formar part del Comitè Executiu Popular de Llevant i del Consell d'Economia representant la CNT. Alhora marxà cap al front i formà part de la columna dirigida per Josep Benedito Lleó que va lluitar al front de Terol. El febrer de 1937 va tornar i fou nomenat president del Consell Municipal de València i de la Junta Provincial de Defensa Passiva. La fi de la guerra el va sorprendre a Califòrnia fent propaganda per la causa republicana. En no poder tornar es va establir primer a Marsella i en 1944 a Tolosa de Llenguadoc, on fou secretari de relacions en el Comitè Nacional de CNT. Anys després marxà a Veneçuela, però en la dècada de 1970 va tornar a València, on va morir. L'octubre de 2018 la Delegació de Cultura de l'ajuntament de València va restaurar el seu retrat al passadís que porta al museu històric de l'ajuntament.